# Concamarise
Concamarise (Concamarise in veneto) è un comune italiano di 1 062 abitanti della provincia di Verona in Veneto.

## Geografia fisica
Concamarise è il comune meno popoloso del Basso Veronese e il sesto dell'intera provincia (dopo Ferrara di Monte Baldo, San Mauro di Saline, Erbezzo, Velo Veronese e Selva di Progno)  ed è situato a 32 km in posizione sud rispetto al capoluogo provinciale. La superficie del territorio comunale, di poco inferiore a 8 km², è abbastanza ridotta. Il centro urbano è formato da due nuclei principali: la parte vecchia (chiamata anche "Piazza") e la parte nuova (detta "Capitello") che attualmente è il centro del paese. Inoltre vi sono le località di S. Giovanni (verso Bovolone) e Ca' de Micheli (che si estende lungo la SR10 tra Sanguinetto e Nogara).

## Etimologia
Il toponimo Concamarise deriva, secondo una leggenda popolare, da “Conchamaris” che significa “conchiglia di mare”.
La località, infatti, viene citata, per la prima volta, in un documento del 1144 col nome di Conchamaris. In questa fonte d'archivio l'imperatore Corrado II assicurava protezione all'abbazia di Nonantola, riconoscendo alla corte di Nogara il privilegio di ospitare una pieve e di esercitare dei diritti “secolaris cum Comarisis”. 
Per lungo tempo, dunque, si è pensato che il toponimo del comune derivasse dall'unione di due termini: "Conca" col significato di incavo, cuneo o conchiglia nel terreno e "Maris", traduzione latina del termine "lamerese" o "merese" che nell'antico dialetto veneto significava stagno, acquitrino ad indicare la presenza di questi elementi nel territorio in questione.
È risaputo, infatti, che in passato nella zona fosse presente un territorio ondulato e sabbioso ricoperto da paludi e pozze di acqua ferma.
In realtà, l'ipotesi più accreditata lega alla collocazione geografica del paese il nome composto di “conca” e “marise”. Se il primo termine si riferisce ad un avvallamento del territorio, il secondo, per lo studioso Olivieri, è un derivato del latino “meridies”, che significa “meriggio”: la parola composta indicherebbe, quindi, “una terra dove si sosta per meriggiare o esposta a mezzogiorno”.

### Stemma
Lo stemma comunale è quadripartito: nei due quadranti blu vengono raffigurate delle onde marine che ricordano il terreno di origine paludosa, nel quadrante rosso in alto a sinistra viene rappresentata una conchiglia stilizzata, mentre il quadrante rosso in basso a destra reca una spiga di riso a testimonianza delle coltivazioni che qui venivano fatte fino a qualche decennio fa.
Nella parte inferiore, inoltre, lo stemma è cinto da due rami: uno di quercia ed uno di alloro.

## Storia
Il paese di Concamarise era già noto nelle carte vaticane per il suo sito di San Giovanni, importante convento di frati. Il paese si proclama libero comune nel 1225, ma in breve tempo perde l'autonomia cambiando più volte i feudatari: dapprima diventa feudo dei De Palatio e dei Sanbonifacio. Nel 1405 il feudo passa ai Verità, successivamente ai Malaspina e poi ai Montanari. Durante la seconda guerra mondiale passa per un piccolo periodo sotto il comune di Sanguinetto, dopo di che tornerà nuovamente comune indipendente.

## Società

### Evoluzione demografica
Abitanti censiti

Densità abitativa: 134,68 abitanti per chilometro quadrato.

## Luoghi di interesse

### Architetture religiose

#### Chiesa dei Santi Lorenzo e Stefano - XIV secolo

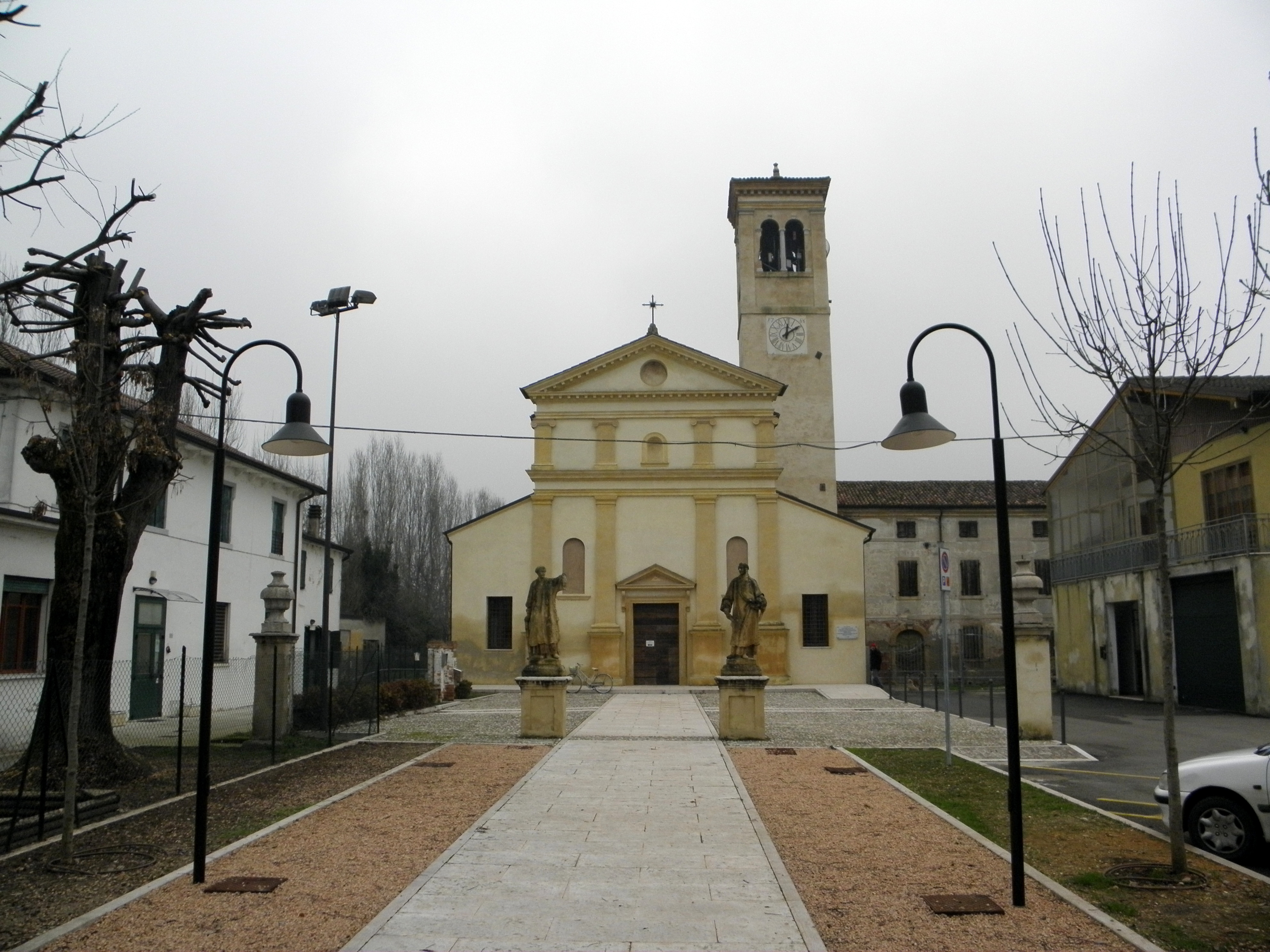
Piazzale e chiesa dei Santi Lorenzo e Stefano.

La chiesa di San Lorenzo era già conosciuta nel 1400. A metà del Cinquecento la chiesa acquista molta importanza artistica; infatti in questo periodo venne arricchita e contava ben cinque altari. La struttura rimase quella di una modesta chiesa a servizio di un piccolo centro di campagna. Nel corso del Settecento la chiesa venne abbellita con dipinti e affreschi di importante valore artistico. Questa chiesa, da sempre sede della parrocchia paesana, è stata sostituita dal 1962 con il nuovo edificio sacro di Concamarise ed è stata da quel momento completamente abbandonata a se stessa, solo ora grazie alla vendita dell'immobile da parte della curia al comune di Concamarise è iniziato il restauro della stessa, ora terminato. Le uniche cose rimaste ben visibili sono la facciata esterna in rilievo e le due statue poste davanti alla chiesa, raffiguranti Santo Stefano e il patrono di Concamarise San Lorenzo. Il campanile, anch'esso restaurato, ora ospita un concerto di sei campane.

#### Chiesa di San Lorenzo - 1958-1962
La sede della parrocchia venne trasferita nel 1962 in un nuovo edificio, più moderno e più vicino al centro del paese. La nuova chiesa di San Lorenzo fu costruita su progetto e donazione dell'architetto Giovanni Fregno tra il 1958 e il 1962. La struttura, dalla forma rotondeggiante dotata di cupola, si trova nella via centrale del piccolo paese, dove sono presenti tutti i servizi municipali, alla confluenza di due importanti vie di comunicazione. Per far posto a questo edificio sacro, venne spostato il capitello votivo che dà il nome alla contrada dalla parte opposta della piazza.
Il progetto iniziale comprendeva la costruzione di un campanile, che però non è mai stato realizzato.

### Ville

#### Villa Verità - XII secolo
È forse la villa più bella ed interessante di Concamarise. È un'enorme struttura circondata da un maestoso parco ricco di alberi, comprendente un laghetto e un fossato, tutto racchiuso da un'antica cinta muraria. La villa è sempre stata proprietà delle più importanti famiglie della zona. La struttura è formata da due ali che si incontrano formando la figura di una "L" ed è adornata di due portali in tufo e da enormi finestre. Inoltre sono presenti le case dei lavoratori, il porticato usato all'epoca come deposito e la torre colombara tipica delle case a corte del Seicento.

#### Corte Camilletti - XVII secolo
La casa, costruita attorno al 1690 più minuta di quella visibile oggi, presenta delle linee eleganti con un bel portale in tufo e balaustra. Le finestre sono tutte incorniciate e a rendere ancor più slanciato l'edificio è il timpano ricoperto da tre piccoli obelischi ottocenteschi.

#### Corte Bevilacqua-Lazise - XV secolo
Provenendo da Bovolone e arrivando in località "Piazza", la prima corte che si trova sulla destra è corte Bevilacqua Lazise, un'antica casa residenziale, risalente al Quattrocento, costruita con materiali particolari e adotta elementi raffinati. Infatti la struttura è composta da mattoni rossi mai dipinti e i camini sul tetto presentano delle merlature curate nei dettagli. È appartenuta nei secoli anche alla potente famiglia dei Bevilacqua Lazise che avevano la loro ricchezza nel comune omonimo.

#### Corte Trivelli-Pompei - XVI secolo
Sorge vicino alla vecchia chiesa di Concamarise. L'edificio è formato dalla casa padronale e da una lunga barchessa che termina a ridosso della torre colombara.

#### Villa Verità-Malaspina
La tenuta è citata per la prima volta nel 1656 anche se l'edificio è cinquecentesco. In questa precisa data venne ceduta ai conti Verità che si intrecciarono con la famiglia dei Malaspina, donde il nome. Nel secolo scorso questo edificio fu sede del Municipio di Concamarise.
- Corte Malaspina
- Corte Malagnin al Torcolo

## Economia
L'economia del comune si basa prevalentemente sull'agricoltura. Vengono coltivati mais, ma soprattutto tabacco. Quest'ultimo viene prodotto in particolari porzioni di terreno sabbioso, ed in seguito sottoposto ad una sapiente lavorazione e miscelatura delle foglie. Le condizioni del suolo e le precise attenzioni nelle successive fasi di lavorazione fanno del tabacco di Concamarise una specie di rinomata qualità.
Le aziende agricole di questo comune sono specializzate anche nelle coltivazioni orticole, tra le quali la più importante è il radicchio rosso di Verona. Concamarise, inoltre, appartiene all'area di produzione del Riso Nano Vialone Veronese: una particolare varietà di riso che viene coltivata su terreni irrigati con acqua di risorgiva. Proprio per le cospicue produzioni di questo cereale che qui veniva coltivato in passato, il comune fa parte della "Strada del Riso Vialone Nano Veronese" e la sua posizione geografica gli conferisce un interesse artistico-naturale grazie ai suoi vari paesaggi rustici.
È presente anche il settore dell'allevamento di bovini e suini, a cui sono collegate alcune importanti aziende specializzate nella macellazione e lavorazione delle carni.
Numerose sono le botteghe artigianali del "Mobile in stile": Concamarise assieme a Bovolone, Casaleone, Cerea, Nogara e Sanguinetto fa parte della zona del Mobile d'Arte, riconosciuta anche dal Ministero dell'Industria Italiano il quale ha promosso quest'attività accordando agli artigiani locali l'utilizzo del Marchio del Mobile d'arte. A causa della crisi economica, attualmente queste aziende stanno conoscendo una forte contrazione.
Per quanto riguarda il settore terziario, a Concamarise si trova la sede legale della Banca Veronese di Credito Cooperativo di Concamarise. L'ex Cassa Rurale Cattolica di Prestiti è nata nel 1903 su iniziativa di alcuni benemeriti cittadini che hanno inteso raccogliere i risparmi della loro comunità per sostenere le necessità delle famiglie e favorire lo sviluppo delle attività locali. Il progetto, iniziato con umiltà, è maturato nel corso degli anni, resistendo alle difficoltà economiche e politiche che inevitabilmente si sono succedute nell'arco del tempo. Negli ultimi anni, accompagnando e favorendo processi di crescita sociale ed economica, Banca Veronese ha ampliato gli ambiti territoriali di riferimento, assumendo dimensioni e progetti sempre più significativi.
Il paese, che da alcuni anni stava conoscendo uno stallo demografico, attualmente sta rispondendo con nuove costruzioni abitative e l'apertura di alcuni piccoli negozi e botteghe alimentari.

## Manifestazioni
- Festa dell'epifania - (Ass. Pro Loco Concamarise in Cammino) - 6 gennaio
- Marcia podistica Conca par la Sanoa - (Gruppo Giovani Avis Concavillage) - seconda domenica di febbraio
- Festa di carnevale - (ANSPI Circolo NOI San Lorenzo) - febbraio
- Festa delle donne - (ANSPI Circolo NOI San Lorenzo) - 8 marzo
- Biciclettata per le campagne del Basso Veronese - (Ass. Pro Loco Concamarise in Cammino) - 1º maggio
- Sagra comunale - (Ass. Pro Loco Concamarise in Cammino) - weekend tra fine maggio e inizio giugno
- Semo 4fora Volley - (Gruppo Giovani Avis Concavillage) - fine giugno
- Torneo di Calcio a 5 - (Gruppo Giovani Avis Concavillage) - tre sere a settimana per tutto il mese di luglio
- Festa di San Lorenzo - (ANSPI Circolo NOI San Lorenzo) - 10 agosto
- Concorso poesia dialettale - (Museo Casa Contadina) - fine settembre
- Festa del ringraziamento - 8 dicembre
- Festa di Santa Lucia - (Ass. Pro Loco Concamarise in Cammino) - metà dicembre

## Amministrazione
| Periodo     | Periodo     | Primo cittadino      | Partito                  | Carica  | Note   |
| ----------- | ----------- | -------------------- | ------------------------ | ------- | ------ |
| luglio 1985 | maggio 1990 | Guido Correzzola     | Indipendente             | Sindaco | [ 12 ] |
| maggio 1990 | aprile 1995 | Giuseppe Brisighella | Democrazia Cristiana     | Sindaco | [ 13 ] |
| aprile 1995 | giugno 1999 | Giuseppe Brisighella | Lista civica             | Sindaco | [ 14 ] |
| giugno 1999 | giugno 2004 | Vasco Bellini        | Lista civica             | Sindaco | [ 15 ] |
| giugno 2004 | giugno 2009 | Vasco Bellini        | Lista civica             | Sindaco | [ 16 ] |
| giugno 2009 | giugno 2014 | Cristiano Zuliani    | Lega Nord                | Sindaco | [ 17 ] |
| giugno 2014 | maggio 2019 | Cristiano Zuliani    | Lista civica (Lega Nord) | Sindaco | [ 18 ] |
| maggio 2019 | giugno 2024 | Cristiano Zuliani    | Lega per Salvini Premier | Sindaco | [ 19 ] |
| giugno 2024 | in carica   | Marco Bonadiman      | Lega per Salvini Premier | Sindaco | [ 20 ] |